# Усадьба Яна Матейко

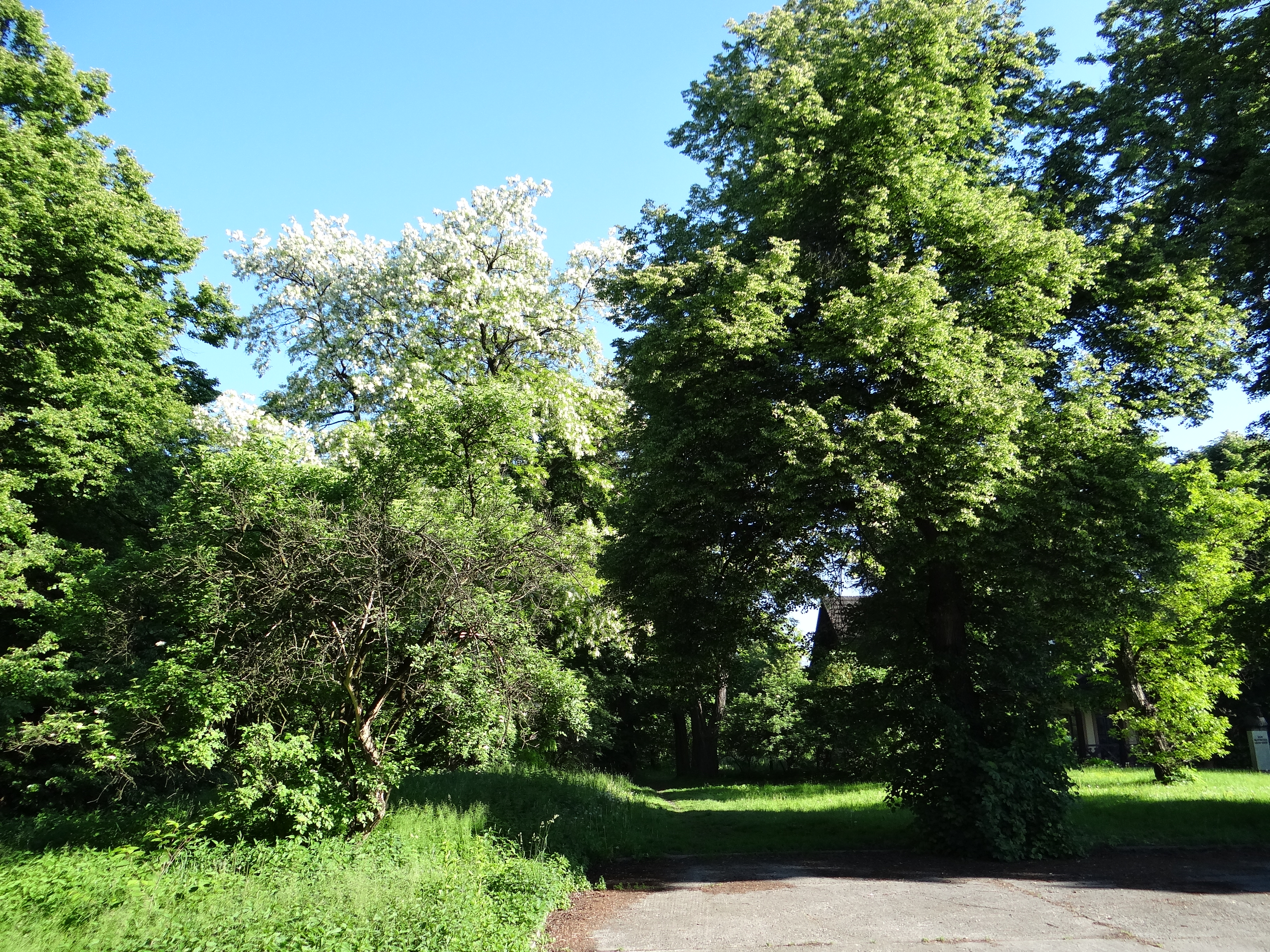
Парк

Усадьба Яна Матейко, полное название «Усадьба Яна Матейко в Кшеславице — Музей памяти Гуго Коллонтая и Яна Матейко» (пол. Dworek Jana Matejki, Dworek Jana Matejki w Krzesławicach — Muzeum Pamiątek po Hugonie Kołłątaju i Janie Matejce) — наименование музея, находящегося в Кракове в историческом районе Кшеславице на улице Ваньковича, 25. Представляет собой характерную старопольскую усадьбу первой половины XIX века. В настоящее время музей находится в собственности краковского Общества любителей изящных искусств, которое основало в нём музей, посвящённый польскому художнику Яну Матейко и учёному Гуго Коллонтаю. Усадьба вместе с парком площадью около 4 гектаров внесена в реестр охраняемых памятников Малопольского воеводства.

## История
Первыми владельцами деревни Кшеславице были рыцари шляхетского рода Грифитов. Около первой половины XVIII века Кшеславице перешла в собственность Краковской академии. В 1788 году деревня стала собственностью ректора Краковской академии Гуго Коллонтая, который построил здесь для себя усадьбу, не сохранившуюся до нашего времени. После Конституции 3 мая усадьба перешла в собственность аптекаря Кароля Глембоцкого и последним владельцем этой усадьбы была семья Кихмайеров, которые в 1826 году снесли здание усадьбы и построили новое здание, которое сохранилось до нашего времени.
В 1876 году усадьбу купил Ян Матейко на средства от проданной картины «Стефан Баторий под Псковом». Дом усадьбы был перестроен и значительно расширен Яном Матейко под нужды художественной мастерской. Во время перестройки дома Ян Матейко добавил крыльцо, сделанное им по его собственному проекту. В усадьбе Ян Матейко написал большинство своих портретов, эскизов и картин, в частности серию «История цивилизации в Польше», картины «Богдан Хмельницкий с Туха-беем подо Львом», «Священник Кордецкий защищает Ясна-Гуру» и Костюшко под Раславицами".
После смерти Яна Матейко перешла в собственность его жены и сына Тадеуша, который позднее продал усадьбу семье Цыбульских. С 1959 года усадьба была передана в дар Обществу любителей изящных искусств, которое основало в здании музей, посвящённый Яну Матейко.
30 июня 1961 года усадебный комплекс вместе с парком был внесён в реестр памятников культуры Малопольского воеводства (№ А-683).
17 января 1966 года состоялось торжественное открытие музея. Кроме экспонатов, посвящённых Яну Матейко, в отдельном помещении была открыта выставка, посвящённая Гуго Коллонтаю.
Открыт каждую пятницу с 10.00 по 14.00.